# Finnmarksposten
Finnmarksposten était un journal hebdomadaire publié depuis Honningsvåg, dans le comté du Finnmark, dans le nord de la Norvège.
Le journal a été créé en 1886 comme un journal représentatif du parti conservateur Høyre. En 1953, son siège d'édition est déplacé de Hammerfest à Honningsvåg. Le journal est racheté par le Finnmark Dagblad (en) en 1993 après plusieurs cessations de paiements. L'actuel conseiller de rédaction du Finnmarksposten est Sverre Joakimsen.

## Tirage
| - 1947: 2 000 - 1952: 3 500 - 1960: 4 327 - 1966: 4 071 - 1972: 3 017 - 1978: 3 140 - 1984: 2 573 - 1986: 2 442 | - 1990: 1 634 - 1991: 1 798 - 1992: - - 1993: - - 1994: 1 377 - 1995: 1 371 - 1996: 1 510 - 1997: 1 392 - 1998: 1 423 - 1999: 1 439 - 2000: 1 327 - 2001: 1 407 | - 2002: 1 315 - 2003: 1 365 - 2004: 1 287 - 2005: 1 238 - 2006: 1 235 - 2007: 1 219 - 2008: 1 176 - 2009: 1 166 - 2010: 1 146 - 2011: 1 228 - 2012: 1 259 - 2013: 1 234 |